# Fornovo di Taro
Fornovo di Taro (Fornóv in dialetto parmigiano) è un comune italiano di 6 032 abitanti della provincia di Parma in Emilia-Romagna. È situato sulla SS 62 della Cisa ai piedi della salita che conduce a Berceto e al Passo della Cisa.
È situato sul Taro, il fiume più importante che attraversa la provincia di Parma, che è un affluente del Po.

## Geografia fisica

### Territorio
Il comune di Fornovo di Taro sorge sulle colline della bassa valle del fiume Taro, su quote comprese tra i 124 m s.l.m. e i 736 m s.l.m. Si estende su una superficie di 57,65 km².
- Classificazione sismica: zona soggetta a sismicità bassa.

### Clima
Fornovo di Taro appartiene alla zona climatica E
Secondo la classificazione climatica di Köppen la zona emiliana della Val Taro fa parte dei climi di tipo temperato caldo (C). Le medie di precipitazione consentono di classificare l'area come Cfa (clima temperato piovoso, con estate molto calda). Questo, perché più di un mese all'anno presenta una media di temperatura superiore ai 22 °C, privo di una stagione secca, tant'è che il mese più asciutto ha più di 30 mm di precipitazione, corrispondente a più di un terzo della media di precipitazioni relative al mese più ricco di precipitazioni.

## Storia
Nel 1495 vi si svolse la famosa battaglia di Fornovo, combattuta tra le truppe alleate formate da una coalizione antifrancese voluta dal Pontefice Alessandro VI, Massimiliano d'Austria Re dei Romani, Fernando d'Aragona, Enrico VII d'Inghilterra, Firenze, Milano, Venezia, guidate da Francesco II Gonzaga e i francesi di Carlo VIII. Lo Sperandio disegnò una bella medaglia rappresentante Francesco II Gonzaga a cavallo a Fornovo con la fiera iscrizione: Ob Restitutam Italiae Libertatem.
All'inizio del secolo scorso (1905) venne costituita la Società Petrolifera Italiana (S.P.I.). Il paese divenne, in questo modo, il maggior centro italiano per la produzione e la lavorazione del petrolio, arrivando negli anni '30 a coprire circa l'80% del fabbisogno nazionale.
Nel 1912 vennero fatti costruire degli impianti di raffinazione. Durante la seconda guerra mondiale, mentre la raffineria di Fornovo era duramente colpita dai bombardamenti, la sede di Vallezza venne occupata da truppe tedesche.
L'evento condizionò la vita dei dipendenti e degli abitanti della frazione di Neviano de' Rossi. Da tempo la zona è destinata a Museo, quale testimonianza di archeologia industriale.
Durante la seconda guerra mondiale, nel periodo dell'occupazione tedesca e della Repubblica Sociale Italiana, Pellegrino Riccardi, pretore a Fornovo, nascose e protesse dalla deportazione quattro componenti della famiglia ebrea di Rolando Vigevani, del quale era stato compagno di studi. Riccardi trovò per loro dei luoghi di rifugio nei dintorni, produsse - con la complicità del segretario comunale - falsi documenti di identità e organizzò quindi il loro espatrio in Svizzera. In seguito diede rifugio e procurò documenti falsi anche ad altri perseguitati ebrei. Per questo suo impegno di solidarietà, il 26 dicembre 1988, l'Istituto Yad Vashem di Gerusalemme ha conferito a Pellegrino Riccardi l'alta onorificenza dei giusti tra le nazioni.

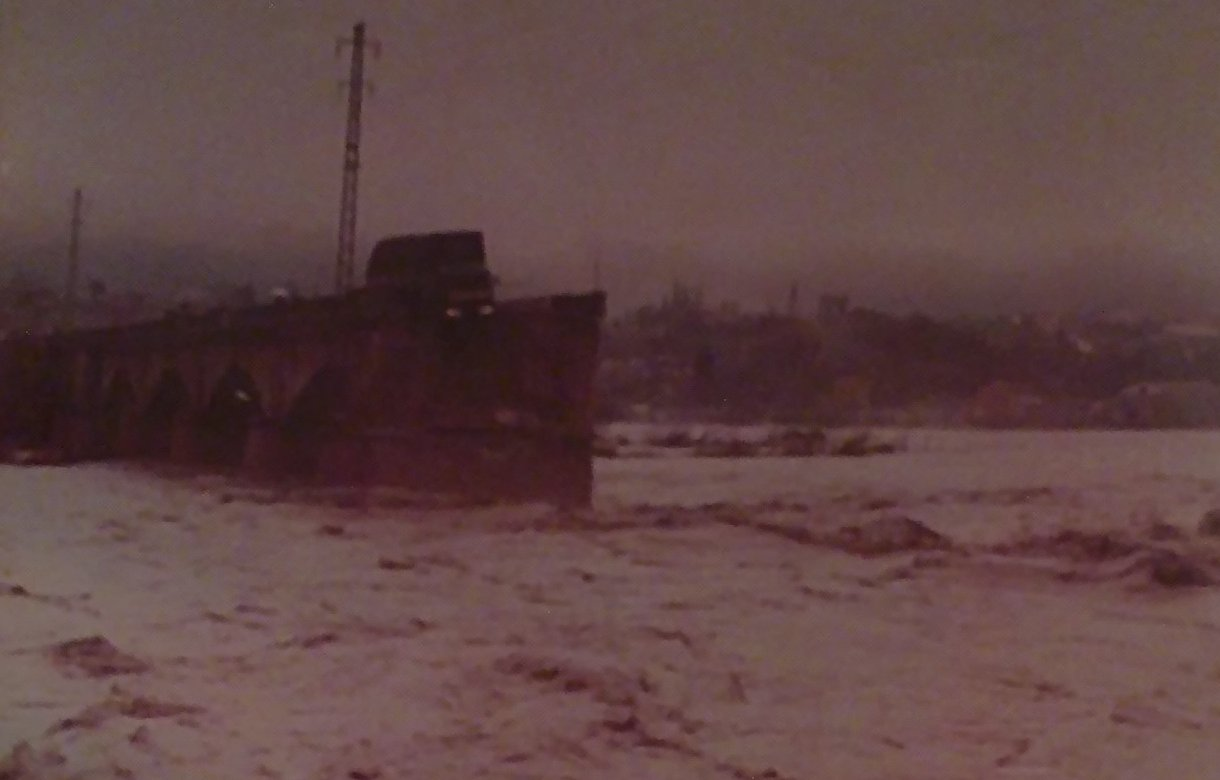
Il ponte crollato, la mattina del 9 novembre 1982

Tra il 24 e il 29 aprile 1945 le zone di Fornovo furono teatro della Battaglia della Sacca di Fornovo, ultima battaglia campale della seconda guerra mondiale nella campagna d'Italia.
Nel 1982 un'eccezionale piena del Taro, dovuta a intense piogge nell'alta Val Taro, nella notte tra l'8 e il 9 novembre provocò il crollo parziale del ponte stradale che unisce Fornovo all'abitato di Ramiola (comune di Medesano). Celebre è l'immagine dell'autocarro rimasto bloccato sul ponte semidistrutto, con le ruote anteriori nel vuoto.
Nella stessa notte anche il ponte ferroviario sul Taro, in località Pontetaro, venne parzialmente distrutto dalla piena.

### Simboli

#### Stemma
Per quanto riguarda le armi civiche il testo dello statuto del comune di Fornovo è piuttosto impreciso: «castello turrito su fiume con un'aquila coronata e con le lettere F e N (Forum Novum) ai lati delle due torri.» Abitualmente in uso entro un cartoccio si vede una torre rossa con tre merli ghibellini di diversa altezza (forse "riduzioni" di torri), sovrastato da un'aquila e dominante un corso d’acqua (rappresentante il fiume Taro) affiancato dalle lettere maiuscole F e N (Forum Novum, secondo un'incerta etimologia o Forum Novanorum, secondo altri, volendo significare con questo "centro di scambio e mercatura di Novanio e della sua gente") in campo argento.
Nello stemmario generale della Regione Emilia-Romagna è blasonato:

#### Gonfalone

Gonfalone

Sul gonfalone in uso c’è una figura diversa: lo scudo è quello regolamentare sannitico, il castello è d’argento, con tre torri di diversa altezza, in campo rosso fiancheggiato dalle lettere F e N d’argento, l'aquila è al naturale e senza corona. Del tutto assente il riferimento al fiume Taro. La figura dell'aquila, benché i colori siano diversi, potrebbe derivare da un più antico "capo dell'Impero", il classico distintivo della parte ghibellina, o più facilmente alludere alla fondazione romana della località.
All'interno dello statuto del comune di Fornovo di Taro è riportato che il gonfalone è costituito da:
(Art. 5 dello Statuto comunale)

### Onorificenze
Fornovo di Taro è tra le città decorate al valor militare per la guerra di liberazione, insignita il 9 maggio 1994 della medaglia d'oro al valor militare per i sacrifici delle sue popolazioni e per l'attività nella lotta partigiana durante la seconda guerra mondiale:

## Monumenti e luoghi d'interesse

### Architetture religiose

#### Pieve di Santa Maria Assunta

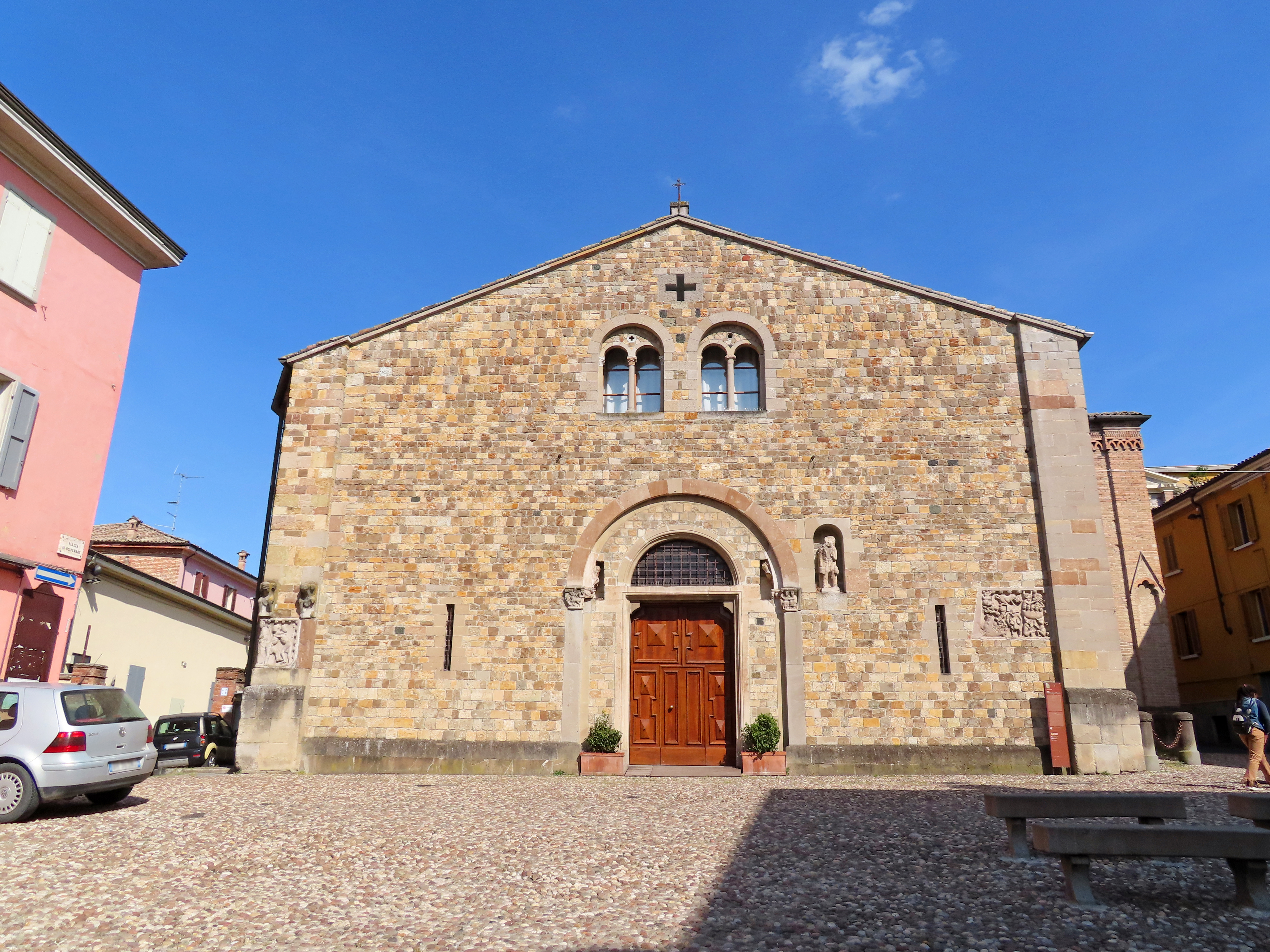
Pieve di Santa Maria Assunta

Edificata originariamente nel IX secolo, la chiesa fu ricostruita in stile romanico intorno alla metà dell'XI secolo; agli inizi del XII fu aggiunto un esonartece, chiuso e inglobato nell'edificio nel secolo successivo; tra il 1712 e il 1745 la pieve fu modificata internamente in forme barocche, ma le aggiunte furono eliminate tra il 1927 e il 1942, con complessi interventi volti a riportare alla luce l'aspetto romanico perduto. La facciata è decorata con alcune sculture duecentesche incastonate, in parte provenienti dall'antico ambone dismesso nel XVI secolo; all'interno il nartece conserva il colonnato con capitelli dell'XI secolo, mentre il paliotto dell'odierno altare maggiore è costituito dalla lastra duecentesca del Martirio di santa Margherita, anch'essa ricavata dal distrutto pulpito; la pieve custodisce inoltre una pregevole croce-reliquiario in bronzo, risalente al X o XI secolo.

#### Chiesa della Purificazione di Maria Vergine

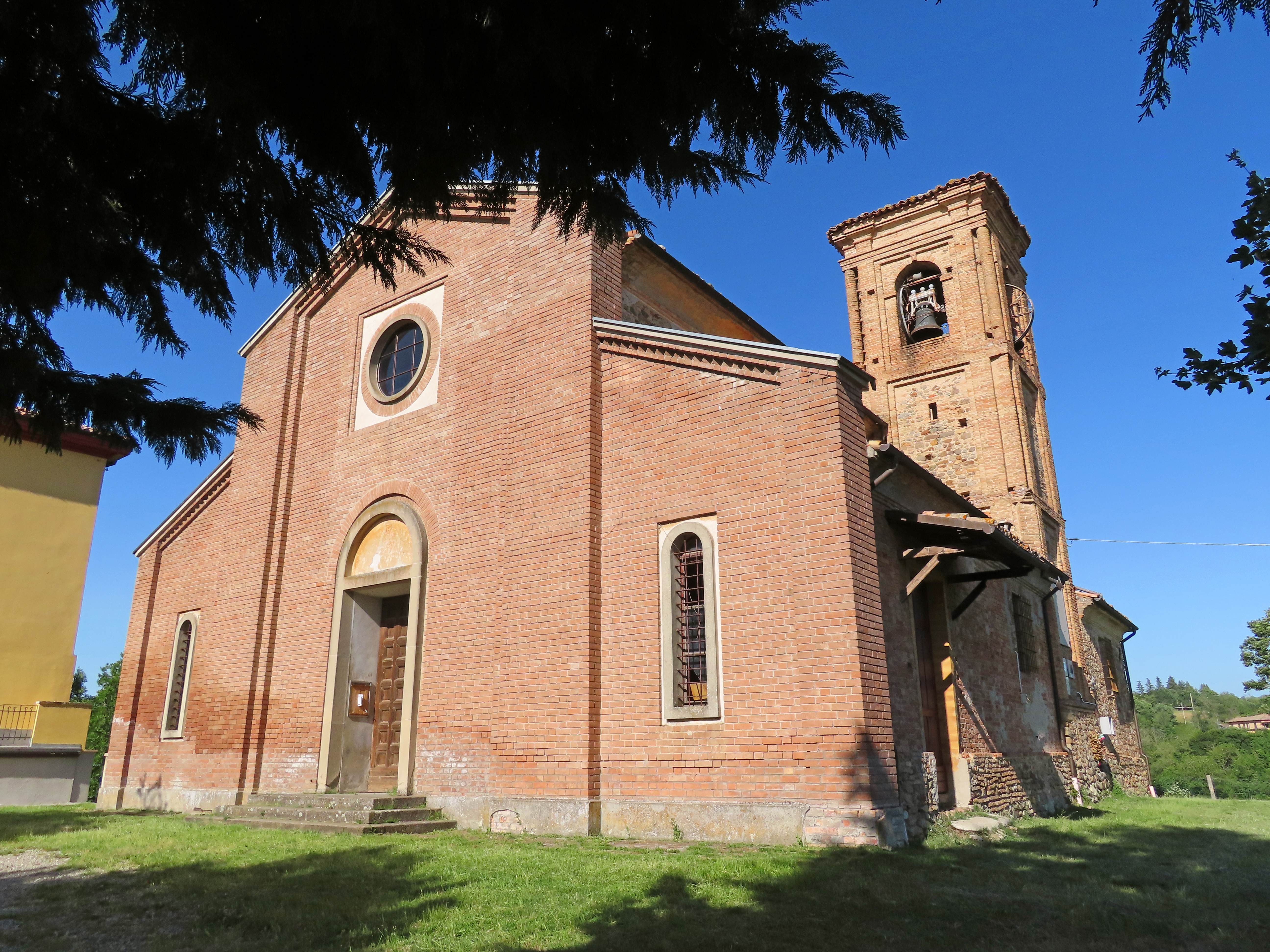
Chiesa della Purificazione di Maria Vergine

Menzionata per la prima volta nel 1230, la chiesa originaria di Neviano de' Rossi, collocata all'interno del castello, fu ricostruita agli inizi del XVIII secolo; riedificata in forme neoclassiche nel 1827 nell'odierna posizione, fu arricchita nel 1960 di una nuova facciata neoromanica; il luogo di culto, dotato di due cappelle laterali, conserva una pala d'altare attribuita al pittore Francesco Scaramuzza.

#### Chiesa di Santa Margherita

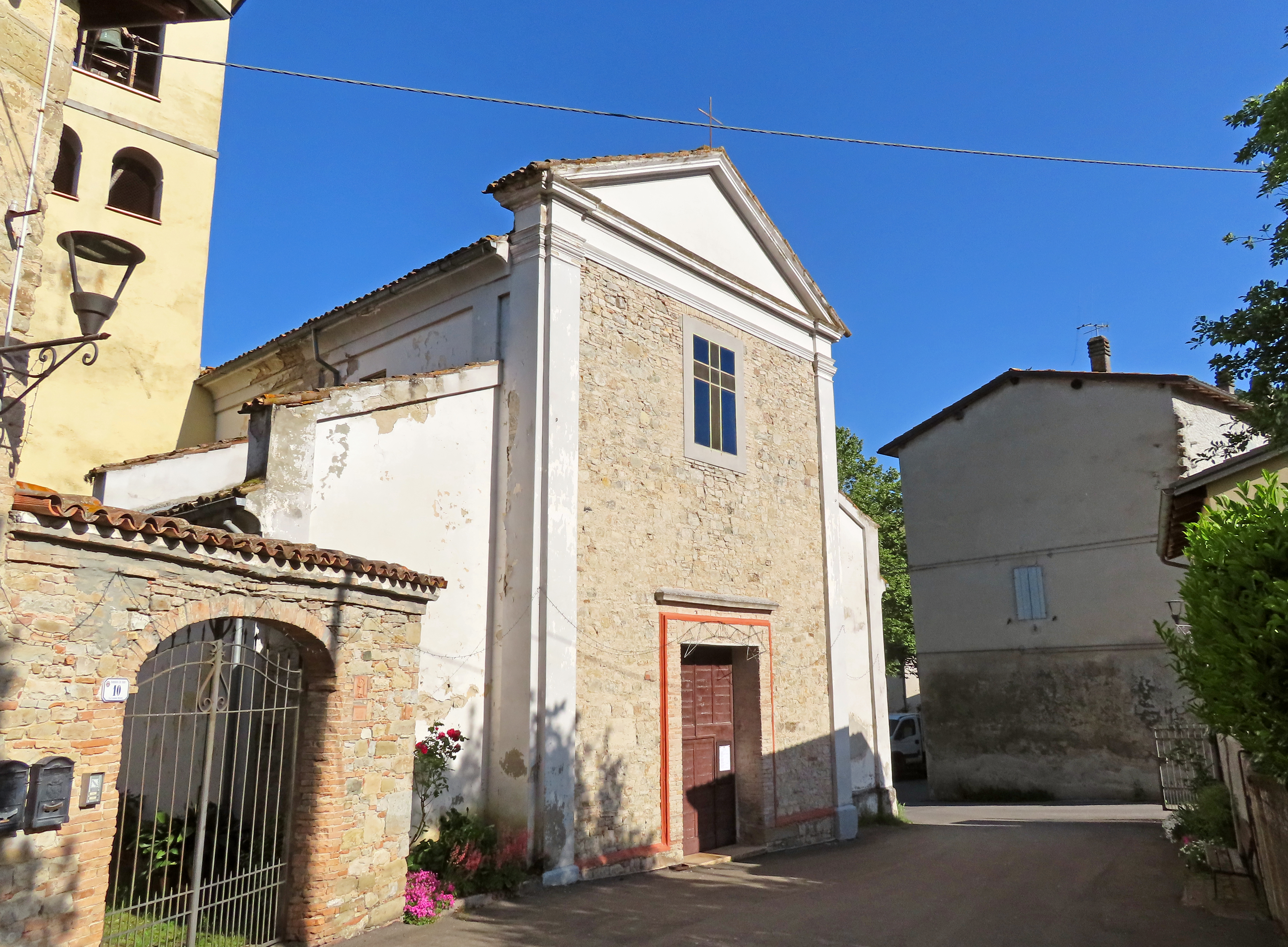
Chiesa di Santa Margherita

Edificata originariamente entro il 1098 dai frati cistercensi unitamente a un ospedale per pellegrini e a un piccolo monastero ristrutturato nel XVIII secolo, la chiesa di Sivizzano fu completamente ricostruita in stile neoclassico tra il 1792 e il 1800. Il luogo di culto, affiancato da tre cappelle per lato, è decorato internamente con lesene doriche e affreschi e conserva una pala sei-settecentesca. In adiacenza si estende l'ex monastero in pietra, caratterizzato dal porticato con loggiato sovrastante; al piano terreno si apre un portale ad arco a tutto sesto tre-quattrocentesco.

### Architetture civili

#### Villa Carona

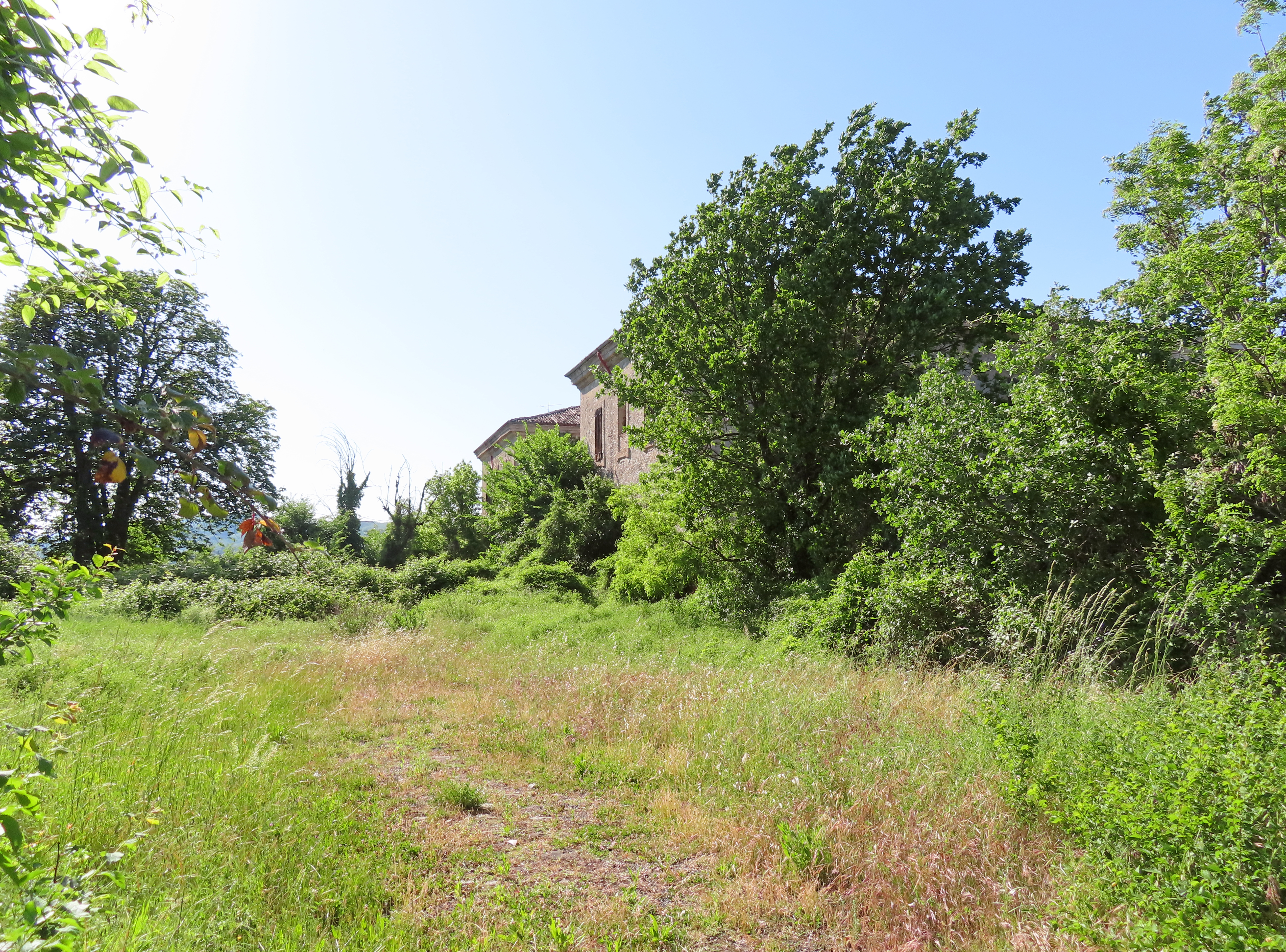
Villa Carona

Il castello fu costruito nel XIII secolo dai Rossi. Si hanno le prime notizie di un forte a Carona nel 1248, quando Bernardo Rossi fortificò il borgo per difendersi dai Guelfi. A metà del XIV secolo figura di proprietà di Giacomo de' Rossi. Nel 1408 fu preso dai Terzi, ma poco tempo dopo ritornò tra i possedimenti rossiani. In questo periodo il coste era conosciuto come "Castel Maria di Caronia", in onore a Pier Maria II de' Rossi.
Nel 1480 Pier Maria Rossi, assegnò nel suo testamento il castello di Carona come altre rocche dell'appennino al figlio Bertrando. Nel 1482 nell'ambito della guerra fra i Rossi e Ludovico il Moro il castello fu occupato dalle truppe ducali, venendo però prontamente ripreso da Guido de' Rossi.
Al termine della guerra che sancì la sconfitta di Guido il castello passò a Bertrando, legittimo erede.
Nel 1495, durante la Battaglia di Fornovo (parte della Prima guerra italiana) tra gli eserciti francese e della Santa alleanza anti-francese, il castello venne incendiato dalle truppe svizzere al soldo del re francese Carlo VIII.
Ereditato insieme al feudo di Berceto da Troilo I de' Rossi alla morte dello zio Bertrando, entrò a far parte dei domini dei Rossi di San Secondo sino a che Scipione I de' Rossi, oberato dai debiti contratti, non lo cedette nel 1666 al comune di Parma che lo lasciò in stato di abbandono. Nel XVIII secolo i gesuiti costruirono sui pochi resti del castello la Villa dei Gesuiti, adibita a residenza estiva del collegio dei Nobili. Del castello non è rimasto più nulla, dato che sopra di esso è stata edificata la già citata villa.

#### Miniera petrolifera di Vallezza

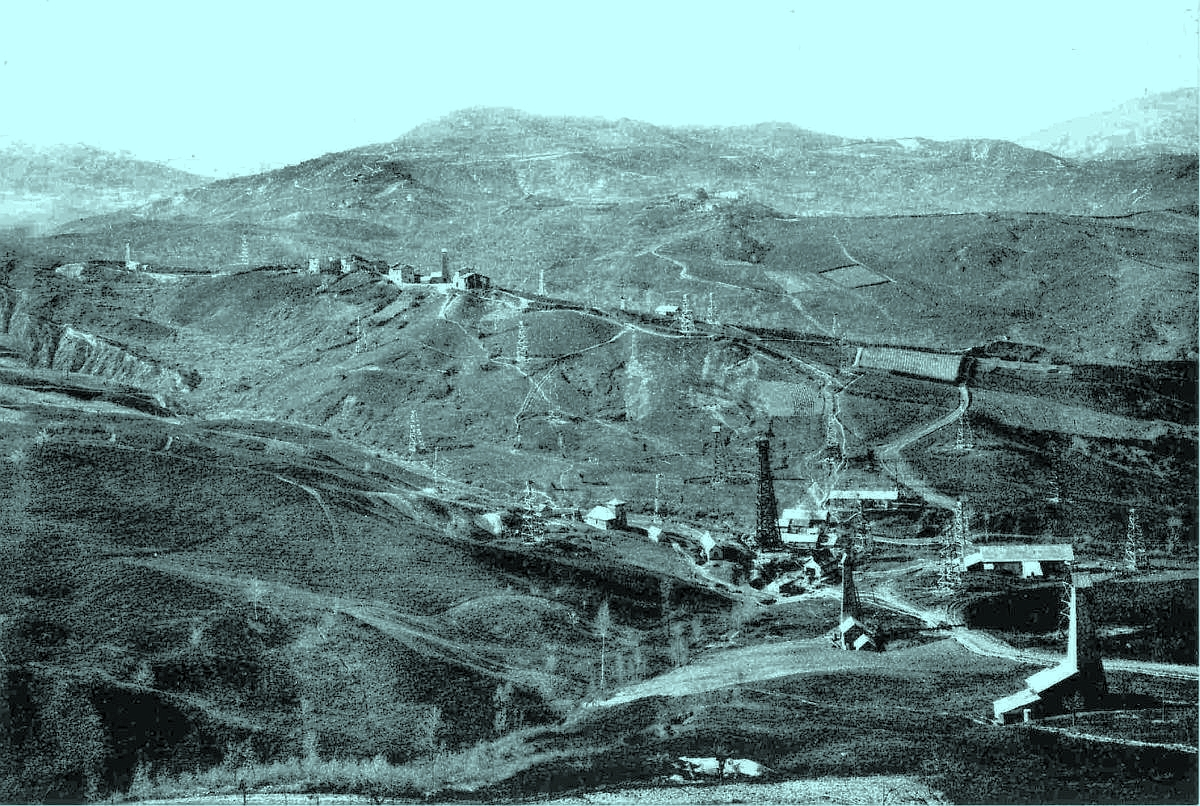
I pozzi petroliferi di Vallezza verso il 1930

Utilizzato da secoli dagli abitanti della val Sporzana, il petrolio di Vallezza iniziò a essere estratto con tecniche moderne a partire dal 1868; dopo le prime ricerche infruttuose compiute da varie compagnie, a partire dal 1905 la Società Petrolifera Italiana trivellò con successo numerosi pozzi in tutta l'area compresa tra Neviano de' Rossi e Selva Smeralda; il sito divenne un'importante fonte di approvvigionamento energetico per l'Italia soprattutto dopo il 1930, tanto che durante la seconda guerra mondiale fu bombardato 22 volte e raso al suolo, ma fu ricostruito nell'immediato dopoguerra, nonostante alcuni pozzi risultassero già esauriti; il declino iniziò nel 1965 e nel 1994 l'Agip dichiarò ufficialmente esaurito il giacimento, abbandonando il campo petrolifero; in seguito alla stipula nel 2011 di una convenzione tra il dipartimento di ingegneria civile, dell'ambiente e del territorio e architettura (DICATeA) dell'Università degli Studi di Parma, il Comune di Fornovo di Taro e la società Gas Plus Italiana, proprietaria dell'area petrolifera dal 2005, fu realizzato il sito internet del museo virtuale e furono redatti lo studio di fattibilità e il progetto pilota del museo parco, esteso all'intera vallata.

## Società

### Evoluzione demografica
Abitanti censiti

### Etnie e minoranze straniere
Al 31 dicembre 2023 gli stranieri residenti nel comune sono 937, ovvero il 15,70% della popolazione, circa la metà di essi proviene dall'Africa.

## Cultura

### Musica

#### Musica bandistica
Il Corpo Bandistico E. Zuffardi di Fornovo Taro fu fondato nel 1883 con atto comunale e tolte le interruzioni belliche (1915-1918) e (1940-1945), rimase in attività fino agli anni settanta.
Il 26 aprile 1976 il complesso debuttò con una nuova formazione, che prese il nome di "Complesso Bandistico Fornovese Ettore Zuffardi" (in memoria di uno dei più importanti Direttori).
Il complesso è diretto dal Maestro Francesco Zarba (Parma 1968). Diplomato in larinetto presso il Conservatorio di Parma, in età giovanile è stato tastierista dell'Orchestra Ballo e Spettacolo Luca Canali(anni 1985-1986). Clarinetto presso l'Orchestra Filarmonica Toscanini, al Teatro Regio di Parma ed in altre formazioni cameristiche di archi e fiati.

#### Musica da ballo
- Marco "Mark" Veroni (Londra 1967). Dopo gli studi come autodidatta della fisarmonica e della tastiera si dedica agli studi di corno francese al Conservatorio di La Spezia. Attivo nel mondo della musica da ballo dal 1984, con Gabriele Zilioli, Pietro Galassi e Ivana Group. Compositore del celebre valzer lento Lacrime d'argento. Autore e arrangiatore per la casa discografica di Franco Bagutti.

## Infrastrutture e trasporti
Oltre alla Strada statale 62 della Cisa, da Fornovo di Taro si diramano altre strade provinciali, una per la Val Taro, una per la Val Ceno, e una in direzione della Via Emilia.
È presente il casello autostradale della A15 Parma-La Spezia.
Il territorio comunale è attraversato dalla linea ferroviaria Pontremolese; a servizio dell'abitato è presente la stazione di Fornovo.
Tra il 1910 e il 1954 Fornovo fu capolinea di una tranvia per Parma.
Sul territorio è presente anche la TEP, servizio di trasporti pubblici attivi su tutta la provincia.

## Amministrazione

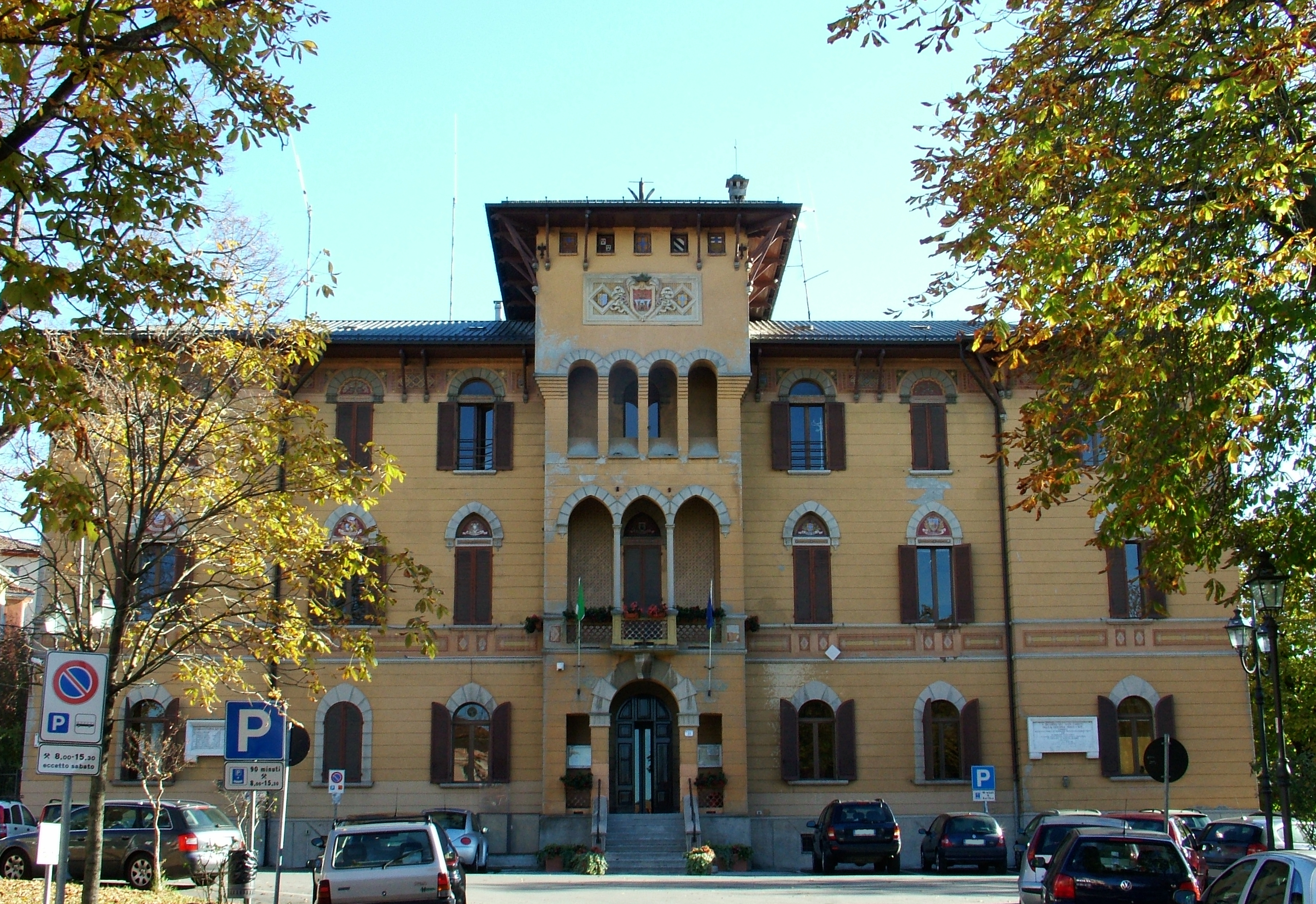
Il palazzo municipale

Di seguito è presentata una tabella relativa alle amministrazioni che si sono succedute in questo comune.
| Periodo        | Periodo        | Primo cittadino           | Partito                                                                          | Carica  | Note   |
| -------------- | -------------- | ------------------------- | -------------------------------------------------------------------------------- | ------- | ------ |
| 8 agosto 1985  | 23 giugno 1990 | Angelo Gardelli           | Partito Socialista Italiano                                                      | Sindaco | [ 27 ] |
| 2 luglio 1990  | 24 aprile 1995 | Angelo Gardelli           | Partito Socialista Italiano                                                      | Sindaco | [ 27 ] |
| 24 aprile 1995 | 14 giugno 1999 | Johann Sebastiano Marzani | centro-sinistra                                                                  | Sindaco | [ 27 ] |
| 15 giugno 1999 | 14 giugno 2004 | Johann Sebastiano Marzani | centro-sinistra                                                                  | Sindaco | [ 27 ] |
| 14 giugno 2004 | 8 giugno 2009  | Fiorenzo Bergamaschi      | centro-sinistra                                                                  | Sindaco | [ 27 ] |
| 9 giugno 2009  | 27 maggio 2014 | Emanuela Grenti           | lista civica di centro - centrodestra: Città futura                              | Sindaco | [ 27 ] |
| 27 maggio 2014 | 27 maggio 2019 | Emanuela Grenti           | lista civica di centro- centrodestra: Città futura                               | Sindaco | [ 27 ] |
| 27 maggio 2019 | 10 giugno 2024 | Michela Zanetti           | lista civica di centro-sinistra: Fornovo progetto comune                         | Sindaco | [ 27 ] |
| 10 giugno 2024 | in carica      | Emanuela Grenti           | lista civica di centro-destra sostenuta da Fratelli d'Italia: Di più per Fornovo | Sindaco |        |